# Ditrichum liliputanum
Ditrichum liliputanum är en bladmossart som beskrevs av Jean Édouard Gabriel Narcisse Paris 1900. Ditrichum liliputanum ingår i släktet grusmossor, och familjen Ditrichaceae. Inga underarter finns listade i Catalogue of Life.